# سیمیچ
سیمیچ (به لاتین: Simich) یک منطقهٔ مسکونی در تاجیکستان است که در ولایت سغد واقع شده‌است.

## خصوصیات
سیمیچ ۰ نفر جمعیت دارد و ۲٬۶۷۳ متر بالاتر از سطح دریا واقع شده‌است.